# Port au Choix
Port au Choix ou Port aux Choix est une ville du Canada située dans la Péninsule nord de la province de Terre-Neuve-et-Labrador. Elle possède à proximité un aéroport, l'aéroport de Port au Choix, situé 2,8 km au sud-est.

## Toponymie
Du basque 'portutxoa' petit port.

## Géographie
La localité de Port au Choix est située sur l'isthme qui relie la presqu'île formant le promontoire de Pointe Riche. Cette presqu'île comprend également le lieu historique national de Port au Choix, un important site archéologique témoignant de l’occupation pré-européenne de l'île de Terre-Neuve.